# Estação Bresser-Mooca
A Estação Bresser–Mooca é uma das estações da Linha 3–Vermelha do metrô da cidade brasileira de São Paulo. Foi inaugurada em 23 de agosto de 1980.
Chamava-se  apenas "Estação Bresser" até 25 de julho de 2006, quando o Diário Oficial do Estado publicou o decreto nº 50.995, assinado no dia anterior pelo então Governador Cláudio Lembo, alterando seu nome para o utilizado atualmente.

## Características

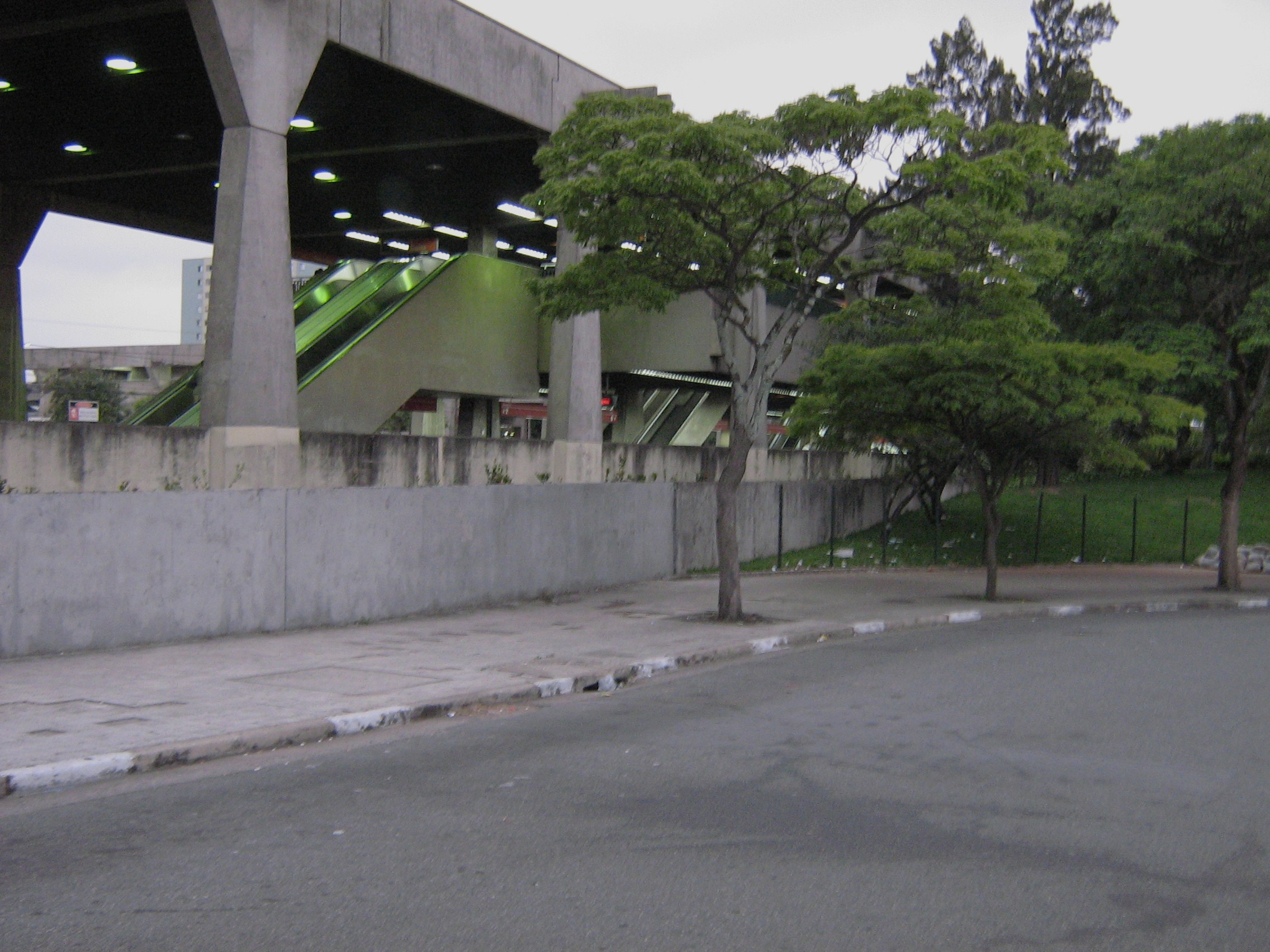
Aspecto da estrutura pré-moldada da Estação Bresser-Mooca

Foi a primeira estação pré-moldada do Metrô de São Paulo. Estação semielevada com mezanino de distribuição sobre plataforma central em superfície, estrutura em concreto aparente e cobertura com pré-moldados de concreto. Originalmente previa-se que seria uma estação subterrânea. Possui acesso para pessoas portadoras de deficiência física através de rampas e capacidade de até vinte mil passageiros por dia.

## Projetos
Estuda-se uma integração com uma linha que sairia desta estação, tendo como destino a estação Corifeu. Para tanto, o antigo Terminal Rodoviário Bresser seria destruído para construção da estação.

## Obras de arte
A estação não faz parte do Roteiro da Arte nas Estações do Metrô de São Paulo.

## Tabelas
| Linha      | Terminais                                    | Estações | Principais destinos                                                                                         | Duração das viagens (min) | Intervalo entre trens (min) | Funcionamento                                                        |
| ---------- | -------------------------------------------- | -------- | --- | ------------------------- | --------------------------- | -------------------------------------------------------------------- |
| 3 Vermelha | Palmeiras–Barra Funda ↔ Corinthians–Itaquera | 18       | Barra Funda, Santa Cecília, República, Sé, Brás, Belém, Tatuapé, Penha, Vila Matilde, Artur Alvim, Itaquera | 32                        | 2                           | Diariamente, das 4h40 à 0 hora. Aos sábados, até a 1 hora de domingo |

| Sigla | Estação       | Inauguração          | Capacidade                   | Integração               | Plataformas | Posição    | Notas                                                            |
| ----- | ------------- | -------------------- | ---------------------------- | ------------------------ | ----------- | ---------- | ---------------------------------------------------------------- |
| BRE   | Bresser–Mooca | 23 de agosto de 1980 | 20 mil passageiros hora/pico | Bilhete Único da SPTrans | Central     | Superfície | Teve nome alterado, em 25 de julho de 2006, para "Bresser–Mooca" |